# Lasse Björk (arkitekt)
Lasse Björk, född 30 december 1892 i Helsingfors, död 1961, var en finländsk arkitekt.
Björk, som var son till byggmästare Paavo Konstantin Björk och Selma Vilhelmina Nyholm, blev student 1911 och diplomarkitekt 1916. Han var anställd på Sigurd Frosterus och Ole Gripenbergs arkitektbyrå 1920–1935, lektor vid Helsingfors tekniska skola 1938–1946, blev arkitekt vid Helsingfors stads husbyggnadskontor 1947, tillförordnad stadsarkitekt i Helsingfors 1949 och var stadsarkitekt där från 1950. Han ritade bland annat bostadshus och herrgårdar. Han blev prisbelönt, bland annat 1933 i en arkitekttävling om Tempelplatsens kyrka.